# Évaluation environnementale stratégique
Une évaluation environnementale stratégique (EES) est une étude - en amont - de la portée et de la nature des effets environnementaux et socioéconomiques potentiels de projets, plans, programmes et politiques publiques. À la différence de l'étude classique d’évaluation d’impact sur l’environnement (EIE) l'EES s'applique aussi en amont que possible, aux tout premiers stades de la prise de décision pour aussi améliorer la formulation des politiques, plans et programmes et d’évaluer (corriger le cas échéant) leur efficacité potentielle du point de vue du développement et leur durabilité. L'OCDE note en 2006 que ces deux approches ne s'excluent pas : « l'EES ne remplace pas l’EIE et les autres techniques et outils d’évaluation, elle les complète ».
« L’EES est un processus continu, itératif et adaptatif, axé sur le renforcement des institutions et de la gouvernance. Il ne s’agit pas d’une procédure technique à appliquer de façon mécanique. L’EES s’appuie sur les systèmes existants d’évaluation et de gestion environnementale afin d’en accroître l’efficacité ». L'analyse doit parfois porter sur des impacts (immédiats ou différés) transfrontaliers

## Rappels de définitions
L'EES ne concerne que les politiques, plans et programmes, qui sont généralement définis comme suit : 
- Une Politique est une ligne d’action générale ou orientation globale proposée qu’un gouvernement suit ou suivra et qui guide la prise de décision en continu [4] ;
- un Plan est une stratégie ou conception prospective volontaire, souvent avec des priorités, options et mesures coordonnées qui développent et mettent en œuvre une politique[4] ;
- Un Programme est un agenda organisé et cohérent ou calendrier d’engagements, de propositions, d’instrument et/ou d’activités qui développent et mettent en œuvre une politique[4].

## Objectifs
L'EES cherche à améliorer la prise en compte des considérations environnementales dans l’élaboration et l’adoption des plans, schémas, stratégies en étudiant leurs incidences (positives et/ou négatives, directes et/ou indirectes, immédiates, temporaires, différées ou permanentes) ainsi que leur horizon temporel ; Elle doit aussi identifier de mesures propres à favoriser les incidences positives et éviter, réduire ou compenser toute incidences négatives pouvant être mise en évidence ou suspectée.
Comme la dégradation des ressources naturelles (ou de l'accès à ces ressources) est une des grandes sources de guerred et d'autres formes de conflits locaux et parfois internationaux, l'EES est aussi un outil de pacification, qui mérite dans la mesure du possible d'être aussi utilisé dans les pays en conflits. 

## Au niveau mondial
Pour l'ONU, l'EES est l'un des moyens de réaliser son objectif OMD 7 relatif à l’environnement soutenable (adopté par l’Assemblée générale des Nations-Unies en 2000), demandant d' « intégrer les principes du développement soutenable dans les politiques nationales ».

L'EES est aussi nécessaire aux objectifs du plan d’application du sommet de Johannesburg (2002) qui souligne « l’importance de cadres stratégiques et d’une prise de décision équilibrée, conditions fondamentales à l’obtention d’avancées vers les objectifs de développement ».

La Déclaration de Paris sur l’efficacité de l’aide au développement (2005), engage les donneurs à mieux répondre aux besoins des pays partenaires, et appelle à « élaborer et appliquer des approches communes d’évaluation environnementale stratégique aux niveaux sectoriel et national ».
Deux grands instruments internationaux prescrivent l’application de l’EES. 
1. une Directive européenne (2001/42/CE du Parlement européen relative à ’évaluation des incidences de certains plans et programmes sur l’environnement, dite Directive EES, en vigueur depuis 2004 pour 25 états membres de l’Union européenne [8], reprise par le Code de l’environnement français[9], qui définit l'EE des plans et programmes dite « Évaluation Environnementale Stratégique ». Elle impose que tous les plans et programmes en lien avec l'aménagement de territoires soient soumis à une évaluation environnementale ex ante.
2. une disposition du protocole EES à la Convention Espoo de la Cconvention sur l’évaluation de l’impact sur l’environnement dans un contexte transfrontière (CENUE, adoptée à Kiev en mai 2003), qui encourage l’EES dans le contexte des politiques publiques et des processus législatifs. Ce protocole (en vigueur après ratification par 16 pays)[2].

La Banque mondiale a aussi encouragé l'EES, y compris en interne.

## Au sens OCDE
Pour l'OCDE, l'ESS désigne « des approches analytiques et participatives de la prise de décision stratégique qui visent à intégrer les considérations d’environnement dans les politiques, les plans et les programmes et à évaluer leurs interactions avec les considérations d’ordre économique et social ». Ce type d'évaluation (ESS) vise notamment à ce que les financements des politiques publiques nationales et de coopérations transfrontalière ou internationales n'affectent pas négativement l'environnement (conformément aux principes du développement durable). L'OCDE a notamment publié en 2006 un guide pour les EES concernant la coopération pour le développement, car « elle passe de plus en plus par des interventions stratégiques centrées sur les politiques, plans et programmes ». 
« L’EES présente des avantages tant au niveau des procédures de décision que sur le fond. Elle fournit des données environnementales à l’appui de prises de décision mieux éclairées. Elle aide à identifier les nouvelles possibilités de développement en favorisant une évaluation systématique et rigoureuse d’un large éventail d’options. Elle contribue à garantir une gestion prudente des ressources naturelles et de l’environnement, fondement d’une croissance économique durable, elle-même indispensable à la stabilité politique. Elle peut aussi renforcer la participation des parties prenantes aux processus décisionnels, concourant ainsi à améliorer la gouvernance, et peut faciliter la coopération transfrontalière autour de ressources naturelles communes, contribuant ainsi à la prévention des conflits ».

## Au sens européen du terme, pour les plans et programmes
La directive européenne no 2001/42/CE du 27 juin 2011, reprise par le Code de l’environnement français définit l'EE des plans et programmes dite « Évaluation Environnementale Stratégique ». l'EES peut notamment s'appuyer sur le travail (indicateurs, cartographie) de l'Agence européenne pour l'environnement

## Aux niveaux nationaux
Hors d'Europe divers pays imposent aussi des ESS, dont le Canada (Directive du Cabinet imposant l'EES pour tous les PPP. Aux États-Unis, une évaluation environnementale programmatique est obligatoire pour les grands projets et programmes.

### En France
L'EES donne lieu à un rapport devant contenir un rappel des objectifs, et des articulations éventuelles avec d'autres plans et programmes, un état initial de l'environnement, une analyse des impacts environnementaux attendus, une justification des choix retenus - au regard de l'environnement - parmi les alternatives possibles, une présentation des mesures éviter-réduire-compenser, et un résumé non-technique du tout.
Plus précisément, le contenu de l'évaluation environnementale, dans le rapport environnemental prévu par l’article R122-20 du Code de l'environnement, doit présenter successivement :
1. Une présentation générale (résumée) des « objectifs du plan ou du document, de son contenu et, s'il y a lieu, de son articulation avec d'autres plans et documents visés à l'article R. 122-17 et les documents d'urbanisme avec lesquels il doit être compatible ou qu'il doit prendre en considération » ;
2. Une analyse de l'état initial de l'environnement et des perspectives de son évolution « exposant, notamment, les caractéristiques des zones susceptibles d'être touchées de manière notable par le projet » ;
3. Une analyse exposant :
a) « Les effets notables probables de la mise en œuvre du plan ou document sur l'environnement et notamment, s'il y a lieu, sur la santé humaine, la diversité biologique, la faune, la flore, les sols, les eaux, l'air, le bruit, le climat, le patrimoine culturel architectural et archéologique et les paysages » ; 
b) « L'évaluation des incidences Natura 2000 prévue aux articles R. 414-21 et suivants » ;
4. L'exposé des motifs pour lesquels le projet a été retenu au regard des objectifs de protection de l'environnement établis au niveau international, communautaire ou national et les raisons qui justifient le choix opéré au regard des autres solutions envisagées ;
5. La présentation des « mesures envisagées pour éviter, réduire et, si possible, compenser les conséquences dommageables du plan ou du document sur l'environnement et en assurer le suivi » ;
6. Un « résumé non technique des informations prévues ci-dessus et la description de la manière dont l'évaluation a été effectuée ».

Le rapport environnemental peut se référer aux renseignements relatifs à l'environnement figurant dans d'autres études, plans ou documents.

## Limites et difficultés
Malgré les guides existants (européens notamment), il reste parfois difficile d'éviter certains biais (quand on manque de données par exemple) ou de bien prendre en compte les effets cumulatifs et plus encore les effets synergiques (effet cocktail).